# 中村勝也
中村勝也（なかむら かつや、Katsuya Nakamura）は、日本のシンガーソングライター、YouTuber。ロックバンドHachi/Hatch,の元メンバーである。

## 来歴・概要
- 2013年3月、大阪でロックバンドHachi/Hatch,のボーカリストとしての活動を開始。
- 2017年3月18日、Hachi/Hatch,がワンマンライブを最後に解散[2]。その後、活動の拠点を千葉県柏市に移しソロとして活動を開始[3]。
- 2018年3月、山下誠烈(Drop Dog Worksでは「ハカセ」という名義で活動。)と共にアート系YouTuberグループDrop Dog Worksを結成[4]。
- 2019年、Drop Dog Worksに新メンバーの井前征真が加入[5]。
- 年末、山下誠烈が失踪し、連絡が取れなくなった[6] 。
- 2020年1月1日からYouTuberの三納物語による企画｢365日毎日作曲チャレンジ｣[7]に参加し、弾き語り動画の投稿を開始した[8][9]。
- 2020年6月、プロデューサーM(名前は未公表)が上記企画に参加し、毎日作曲企画で制作された楽曲の配信リリース企画が始動した[10]。
- 2021年1月1日、｢366日毎日作曲チャレンジ｣が終了した記念に、YouTubeで配信ライブが行われた[11]。
- 2021年1月10日、中村勝也個人としては初の楽曲提供を行ったことを発表した[12]。

## 人物
- Drop Dog Worksでは、bbbcat（ビビビキャット）という名義で活動している[4]。
- 山下誠烈とはバンド解散後にソロで制作したCDシングル「ミリオンマイル」の共同制作をきっかけに知り合いグループを組むことになった[13]。
- UVレジンを使用したアクセサリーを作ることを特技としている[14][15][16]。
- 小説投稿サイト小説家になろうにて小説も投稿している[17]。
- 柏駅にて路上ライブを行っていたところ、YouTuberの三納物語と出会い、その縁で彼の動画の企画に度々出演することになった[18][19][20]。

## ディスコグラフィ

### 配信シングル
| #    | 発売日         | タイトル               | 備考 | 初出アルバム |
| ---- | -------------- | ---------------------- | --- | ------------ |
| 1st  | 2020年6月20日  | 青でいい               | 原曲は、三納物語による企画｢365日毎日作曲チャレンジ｣の4日目に発表された。編曲はぱくゆう。                   | 未定         |
| 2nd  | 2020年6月27日  | ビニール袋             | 原曲は、前述の企画｢365日毎日作曲チャレンジ｣の23日目に発表された。編曲は中村炬燵。                          | 未定         |
| 3rd  | 2020年7月15日  | パッセージナイト       | 原曲は、｢365日毎日作曲チャレンジ｣の18日目に発表された。編曲はカラムP。                                     | 未定         |
| 4th  | 2020年7月5日   | チャンプル             | 原曲は、｢365日毎日作曲チャレンジ｣の57日目に発表された。編曲はジョン・ピーチ。                              | 未定         |
| 5th  | 2020年7月15日  | 駆け抜ける閃光         | 原曲は、｢365日毎日作曲チャレンジ｣の56日目に発表された。編曲は石川晃士郎。                                  | 未定         |
| 6th  | 2020年7月25日  | 何も知らない優しい月   | 原曲は、｢365日毎日作曲チャレンジ｣の7日目に発表された。編曲は奥田賢。                                       | 未定         |
| 7th  | 2020年8月1日   | ボイジャー             | 原曲は、｢365日毎日作曲チャレンジ｣の29日目に発表された。編曲は本間拓光。                                    | 未定         |
| 8th  | 2020年8月8日   | メロディーランサー     | 原曲は、｢365日毎日作曲チャレンジ｣の22日目に発表された。編曲はTsukasa。                                     | 未定         |
| 9th  | 2020年8月15日  | 交信                   | 原曲は、｢365日毎日作曲チャレンジ｣の19日目に発表された。編曲はk.TAMAYAN。                                   | 未定         |
| 10th | 2020年8月22日  | 3分                    | 原曲は、｢365日毎日作曲チャレンジ｣の43日目に発表された。編曲は7thシングルにおいても編曲を担当した本間拓光。 | 未定         |
| 11th | 2020年8月29日  | ユーリへ               | 原曲は、｢365日毎日作曲チャレンジ｣の33日目に発表された。編曲はMIYA。                                        | 未定         |
| 12th | 2020年9月5日   | 長い迷路               | 原曲は、｢365日毎日作曲チャレンジ｣の47日目に発表された。編曲はk.TAMAYAN。                                   | 未定         |
| 13th | 2020年9月12日  | Sir Destiny            | 原曲は、｢365日毎日作曲チャレンジ｣の52日目に発表された。アレンジャーはおくみゅう。                          | 未定         |
| 14th | 2020年9月18日  | 全部叶え               | | 未定         |
| 15th | 2020年9月26日  | アイロニー             | 原曲は、｢365日毎日作曲チャレンジ｣の38日目に発表された。編曲はぱくゆう。                                    | 未定         |
| 16th | 2020年10月3日  | 素晴らしい世界に祝福を | 原曲は、｢365日毎日作曲チャレンジ｣の55日目に発表された。編曲は石川晃士郎。                                  | 未定         |
| 17th | 2020年10月10日 | 桃の姫                 | 原曲は、｢365日毎日作曲チャレンジ｣の82日目に発表された。アレンジャーはChizknomiko。                         | 未定         |
| 18th | 2020年10月17日 | goodmorning            | 原曲は、｢365日毎日作曲チャレンジ｣の108日目に発表された。アレンジャーはこいし。                             | 未定         |
| 19th | 2020年10月24日 | SIZUE                  | 原曲は、｢365日毎日作曲チャレンジ｣の90日目に発表された。アレンジャーはChizknomiko。                         | 未定         |
| 20th | 2020年10月31日 | 歯車を回す             | アレンジャーはLickLuck。                                                                                   | 未定         |
| 21st | 2020年11月7日  | 魔法の言葉             | アレンジャーは柏淵美有。                                                                                   | 未定         |
| 22nd | 2020年11月14日 | レイ                   | アレンジャーは中村炬燵。                                                                                   | 未定         |
| 23rd | 2020年11月21日 | 海老                   | アレンジャーは護符乱数。                                                                                   | 未定         |
| 24th | 2020年12月9日  | 月へ向かった海月       | | 未定         |
| 25th | 2020年12月19日 | エメロード             | | 未定         |
| 26th | 2020年12月26日 | 梅と桜と君の声         | | 未定         |
| 27th | 2021年1月21日  | Gracoro                | | 未定         |
| 28th | 2021年2月6日   | 一番星の下             | | 未定         |
| 29th | 2021年3月6日   | 痛い                   | | 未定         |
| 30th | 2021年3月13日  | 君の手はポケットの中   | | 未定         |
| 31st | 2021年3月20日  | 恋の種                 | | 未定         |
| 32nd | 2021年3月27日  | お別れの歌             | | 未定         |
| 33rd | 2021年4月3日   | 先生の言葉             | | 未定         |
| 34th | 2021年4月10日  | 夢魔の王様             | | 未定         |
| 35th | 2021年4月17日  | 雪解けは遠い           | | 未定         |
| 36th | 2021年6月12日  | 光だって捕まえて       | | 未定         |
| 37th | 2021年7月24日  | タイセツナモノ         | | 未定         |
| 38th | 2021年8月1日   | シャルロッテ           | | 未定         |
| 39th | 2021年8月21日  | 二人だけのダンス       | | 未定         |
| 40th | 2021年8月28日  | Venus                  | | 未定         |
| 41st | 2021年9月4日   | スノーマンを抱いて     | | 未定         |
| 42nd | 2021年9月11日  | なんで?                | | 未定         |
| 43rd | 2021年9月18日  | 疲れた日               | | 未定         |
| 44th | 2021年9月25日  | さよならの歌           | | 未定         |
| 45th | 2021年11月20日 | 朝ぼらけ               | | 未定         |
| 46th | 2021年12月4日  | ラミー                 | | 未定         |
| 47th | 2022年1月15日  | tari                   | | 未定         |
| 48th | 2022年1月23日  | アネモネ               | | 未定         |
| 49th | 2022年4月9日   | 夜が終わった           | | 未定         |

### CDシングル
| 枚                 | 発売日         | タイトル       | 備考 | 初出アルバム |          |          |
| ソロ名義           | ソロ名義       | ソロ名義       | ソロ名義                                                                                                  | ソロ名義     | ソロ名義 | ソロ名義 |
| ------------------ | -------------- | -------------- | --- | ------------ | -------- | -------- |
| 1st                | 2017年12月17日 | ミリオンマイル | 編曲は山下誠烈。2020年10月4日にYouTubeにてリリックビデオが公開された。                                    | 未定         |          |          |
| Drop Dog Works名義 |                |                | |              |          |          |
| 1st                | 2018年5月11日  | Drop Dog Works | Drop Dog Works名義でのCDシングル。編曲は山下誠烈。カップリングには『夢幻城 (DDW ver.)』が収録されている。 | 未定         |          |          |

### アルバム
|     | 発売日       | タイトル     | 規格 | 企画品番 | 収録曲 | 備考                                                                                                   |
| --- | ------------ | ------------ | ---- | -------- | --- | --- |
| 1st | 2021年5月8日 | 短い歌 Vol.1 | 配信 | 未公表   | 全10曲 1. 短い歌 2. 短い歌2 3. 短い歌3 4. 短い歌4 5. 短い歌5 6. 短い歌6 7. 短い歌7 8. 短い歌8 9. 短い歌9 10. 短い歌10 | 「365日毎日作曲チャレンジ企画」にて制作された短い歌シリーズの1から10までを収録したアルバム。配信限定。 |

### その他
| タイトル             | 備考 |
| -------------------- | --- |
| 海の幽霊             | YouTuber三納物語の「プロの歌手が10日間米津玄師の海の幽霊を一切聞かないで米津の分析をし作曲したらどこまで本家に近い曲を作れるのか？」という企画にて作られた楽曲。 |
| 真夏の夜の匂いがする | YouTuber三納物語の「歌手があいみょんを徹底研究して新曲を予想し作曲したらどれくらい本家に寄せれるのか？」という企画にて作られた楽曲。                             |

## 楽曲提供
| アーティスト名 | 発売日        | タイトル   | 備考                                                                                                  | 初出アルバム |
| -------------- | ------------- | ---------- | --- | ------------ |
| 眠れないよも   | 2021年2月28日 | ユートピア | 制作映像とセルフカバーが勝也のYouTubeチャンネルに投稿され、MVは眠れないよものチャンネルに投稿された。 | 未定         |